# Football Club Tokyo
El Football Club Tokyo (FC東京, Efushī Tōkyō) es un club de fútbol japonés de la ciudad de Tokio. Fue fundado en 1935 con el nombre de Tokyo Gas F.C., adoptando en 1998 el nombre actual y juega en la J1 League. Su rival tradicional es el Tokyo Verdy, club contra el cual disputa el Derbi de Tokio y con el cual comparte la localía en el Estadio Ajinomoto.
A nivel nacional el club ha ganado una Copa del Emperador y tres Copa J. League, mientras que a nivel internacional fue el primer club japonés en ganar la Copa Suruga Bank.

## Historia

### Tokyo Gas SC (1935-1998)
En 1935 se fundó el equipo bajo el nombre "Tokyo Gas Football Club" como equipo de fútbol de dicha compañía gasífera. Ascendieron por primera vez a la antigua segunda división, la JSL 2, en 1991. Con la llegada del jugador brasileño Amaral y el entrenador Kiyoshi Okuma al equipo se ganó competitividad y en 1997, el equipo terminó segundo en el Campeonato de la JFL (segunda división del campeonato de liga de Japón entre 1992 y 1998), ganándolo en 1998. Aun así solo consiguieron unirse a la J. League para la próxima temporada debido a que no cumplían los requisitos para ser club de la J. League.

### FC Tokyo (1999-actualidad)
Por ello en octubre de 1998 varias compañías como Tokyo Gas, TEPCO, ampm o TV Tokyo entre otras, se unieron para formar Tokyo Football Club Company. Al año siguiente, en su temporada inicial (1999), ascendió a la J. League Division 1.
A partir de entonces el equipo ha terminado sus temporadas habitualmente en la mitad de la tabla y parte superior, alcanzando en 2000 la séptima plaza de liga. A pesar del traslado del Verdy Kawasaki a Tokio, el FC Tokyo se mantuvo como el primer equipo de la ciudad en cuanto a base de aficionados. Su mejor posición fue una cuarta plaza en 2003.
En 2004 el brasileño Amaral, apodado El Rey de Tokio, abandonó el equipo para unirse al Shonan Bellmare. En noviembre de ese mismo año el FC Tokyo ganó la Copa J. League, su primer título de la temporada, y más tarde cambió su patrocinador por la también compañía petrolera ENEOS.
En 2010 descendieron pero al año siguiente no solo ganaron el campeonato de J. League Division 2, sino también la Copa del Emperador, convirtiéndose en el tercer equipo campeón de J. League Division 2 en obtener la copa nacional (después del NKK en 1981 y Yamaha, actual Júbilo Iwata en 1982), aunque esta vez tuvieron que jugar de igual a igual con el Kyoto Sanga FC, que llegaba a la final en séptima posición de la tabla de J. League Division 2.
Durante la Copa J. League 2019 los partidos de local del equipo se disputaron en el Chichibunomiya Rugby Stadium debido a trabajos de remodelación en el Ajinomoto Stadium con motivo de la Copa Mundial de Rugby de 2019.

### El ciclón japonés
Simpatizantes del club asiático viajaron a Argentina para conocer a la afición del San Lorenzo de Almagro, de las cuales captaron sus cánticos más característicos. Los aficionados del FC Tokyo se autodenominan "El Ciclón", en alusión al club porteño que los llevó a crear nuevas canciones. 
En Tokio existe una peña de San Lorenzo pero con la particularidad de no estar conformada por argentinos radicados allí sino por japoneses autóctonos, que entran en contacto con las peñas e hinchas argentinos a través de internet. Participantes de esta peña son hinchas también del Tokyo FC y asisten regularmente a sus partidos, algunas veces con camisetas de San Lorenzo.

## Indumentaria
| 1999-2000 | 2001-02 | 2003-04 | 2005-06 | 2007 | 2008-09 | 2010-11 | 2012 |
| 2013-14   | 2015    | 2016    | 2017    | 2018 | 2019    | 2020    | 2021 |
| 2022      |         |         |         |      |         |         |      |

## Estadio

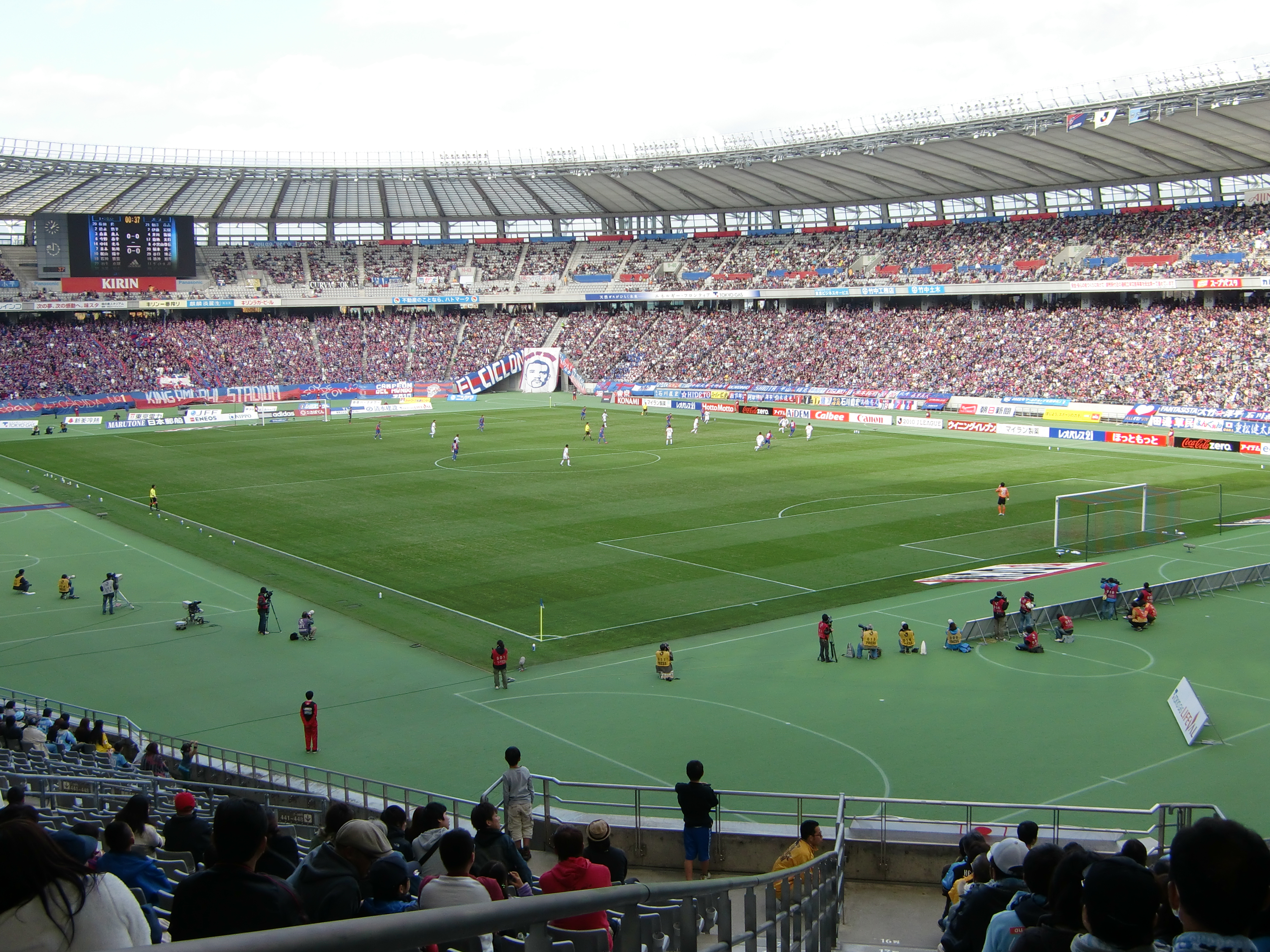
Vista panorámica del Tokyo Stadium

Disputa sus encuentros en el Estadio Ajinomoto. El recinto puede acoger 50.100 espectadores y tiene césped natural.

## Datos del club
Actualizado a la temporada 2019
- Temporadas en J1 League: 19
- Temporadas en J2 League: 2
- Mejor puesto en J1 League: 2.º (2019)
- Peor puesto en J1 League: 16.º (2010)

## Palmarés
En negrita las competiciones vigentes. En cursiva los logros conseguidos como Tokyo Gas.
| Competición nacional                      | Títulos          | Subcampeonatos |
| ----------------------------------------- | ---------------- | -------------- |
| J1 League (0/1)                           |                  | 2019           |
| Copa del Emperador (1/0)                  | 2011             |                |
| Copa J. League (3/0)                      | 2004, 2009, 2020 |                |
| Supercopa de Japón (0/1)                  |                  | 2012           |
|                                           |                  |                |
| J2 League (1/1)                           | 2011             | 1999           |
| Japan Football League (2.ª div.) (1/1)    | 1998             | 1997           |
| Liga Japonesa de Ascenso (3.ª div.) (1/0) | 1990             |                |

| Competición internacional | Títulos | Subcampeonatos |
| ------------------------- | ------- | -------------- |
| Copa Suruga Bank (1/0)    | 2010    |                |

Título internacional amistoso
- Trofeo Juan Acuña (1): 2004

## Trayectoria en J. League
| Temp. | Div. | Equ. | Pos. | Asistencia | Copa J. League   | Copa del Emperador | AFC CL           |
| ----- | ---- | ---- | ---- | ---------- | ---------------- | ------------------ | ---------------- |
| 1999  | J2   | 10   | 2    | 3.498      | Semifinal        | Cuarta Ronda       | -                |
| 2000  | J1   | 16   | 7    | 11.807     | Segunda Ronda    | Tercera Ronda      | -                |
| 2001  | J1   | 16   | 8    | 22.313     | Segunda Ronda    | Tercera Ronda      | -                |
| 2002  | J1   | 16   | 9    | 22.173     | Cuartos de final | Tercera Ronda      | -                |
| 2003  | J1   | 16   | 4    | 24.932     | Cuartos de final | Cuarta Ronda       | -                |
| 2004  | J1   | 16   | 8    | 25.438     | Campeones        | Cuartos de final   | -                |
| 2005  | J1   | 18   | 10   | 27.101     | Fase de grupos   | Quinta ronda       | -                |
| 2006  | J1   | 18   | 13   | 24.096     | Fase de grupos   | Quinta ronda       | -                |
| 2007  | J1   | 18   | 12   | 25.290     | Fase de grupos   | Quinta ronda       | -                |
| 2008  | J1   | 18   | 6    | 25.716     | Cuartos de final | Semifinales        | -                |
| 2009  | J1   | 18   | 5    | 25.884     | Campeones        | Cuarta Ronda       | -                |
| 2010  | J1   | 18   | 16   | 25.112     | Cuartos de final | Semifinales        | -                |
| 2011  | J2   | 20   | 1    | 17.562     | -                | Campeones          | -                |
| 2012  | J1   | 18   | 10   | 23.955     | Semifinales      | Segunda Ronda      | Octavos de final |
| 2013  | J1   | 18   | 8    | 25.073     | Fase de grupos   | Semifinales        | -                |
| 2014  | J1   | 18   | 9    | 25.187     | Fase de grupos   | Octavos de final   | -                |
| 2015  | J1   | 18   | 4    | 28.784     | Cuartos de final | Cuartos de final   | -                |
| 2016  | J1   | 18   | 9    | 24.037     | Semifinales      | Cuartos de final   | Octavos de final |
| 2017  | J1   | 18   | 13   | 26.490     | Cuartos de final | Segunda ronda      | -                |
| 2018  | J1   | 18   | 6    | 25.745     | Fase de grupos   | Cuarta ronda       | -                |
| 2019  | J1   | 18   | 2    | 31,540     | Cuartos de final | Tercera Ronda      | -                |

Leyenda
- Temp. = Temporada
- Div. = División
- Equ. = Cantidad de equipos
- Pos. = Posición en la temporada

## Jugadores

### Jugadores en préstamo
| Prestados |

### Jugadores destacados
La siguiente lista recoge algunos de los futbolistas más destacados de la entidad.
| Japón - Hiromitsu Horiike (1994-2000) - Kiyonobu Okajima (1995-1997) - Jun Wada (1996-1999) - Yoichi Doi (2000-2007) - Keishi Otani (2002-2004) - Kazuya Maeda (2002-2006) - Yohei Kajiyama (2003) - Yuhei Tokunaga (2003-2004, 2006-2017) - Jo Kanazawa (2003-2009) - Naotake Hanyu (2008-2016) - Yuto Nagatomo (2007-2010) - Yasuyuki Konno - Sota Hirayama - Naohiro Ishikawa - Izumi Miyata - Takefusa Kubo (2016-2017) - Koki Hasegawa (2017) | Japón (cont.) - Kazuki Tanaka (2017) - Kan Kobayashi (2017) - Kazuna Takase (2017) - Konosuke Kusazumi (2017) - Aoto Osako (2019-) - Kosei Numata (2019-) - Koshiro Sumi (2019-) - Kojiro Yasuda (2019-) - Kyota Tokiwa (2019) | Conmebol - Amaral - Kelly - Lucas Severino |

## Entrenadores
| Entrenador           | País                          | Periodo                       |
| -------------------- | ----------------------------- | ----------------------------- |
| Kiyoshi Okuma        | Japón                         | 1995-01                       |
| Hiromi Hara          | Japón                         | 2002-05                       |
| Alexandre Gallo      | Brasil                        | 2006                          |
| Hisao Kuramata       | Japón                         | Agosto de 2006                |
| Hiromi Hara          | Japón                         | 2007                          |
| Hiroshi Jofuku       | Japón                         | 2008-10                       |
| Kiyoshi Okuma        | Japón                         | Septiembre 2010-11            |
| Ranko Popović        | Serbia                        | 2012-13                       |
| Massimo Ficcadenti   | Italia                        | 2014-15                       |
| Hiroshi Jofuku       | Japón                         | 2016                          |
| Yoshiyuki Shinoda    | Japón                         | Julio 2016-17                 |
| Takayoshi Amma       | Japón                         | Septiembre de 2017            |
| Kenta Hasegawa       | Japón                         | Diciembre 2017-Noviembre 2021 |
| Shinichi Morishita   | Japón                         | Noviembre 2021-enero 2022     |
| Albert Puig Ortoneda | España                        | Enero 2022-junio 2023         |
| Peter Oklamovski     | Australia Macedonia del Norte | Junio 2023-                   |

## Rivalidades
Tamagawa Classico
El clásico del río Tama (río que divide las prefecturas de Tokio y Kanagawa) es el partido donde se enfrentan el FC Tokyo y el Kawasaki Frontale representando a cada una de sus prefecturas.
Derbi de Tokio
El Derbi de Tokio es un partido que enfrenta a los dos equipos más representativos de la ciudad, FC Tokyo y Tokyo Verdy. El encuentro es seguido tanto a nivel nacional, como internacional. Es uno de los partidos más importantes del país y del continente.
Clásico de Tokio
Este derbi relativamente nuevo enfrenta al FC Tokyo contra el emergente Machida Zelvia, el tercer club más importante dentro de Tokio